# Red Boiling Springs
Red Boiling Springs és una població dels Estats Units a l'estat de Tennessee. Segons el cens del 2000 tenia 1.023 habitants.

## Demografia
Segons el cens del 2000, Red Boiling Springs tenia 1.023 habitants, 404 habitatges, i 252 famílies. La densitat de població era de 278,2 habitants/km².
Dels 404 habitatges en un 28% hi vivien nens de menys de 18 anys, en un 45,3% hi vivien parelles casades, en un 13,9% dones solteres, i en un 37,6% no eren unitats familiars. En el 33,4% dels habitatges hi vivien persones soles el 15,6% de les quals corresponia a persones de 65 anys o més que vivien soles. El nombre mitjà de persones vivint en cada habitatge era de 2,24 i el nombre mitjà de persones que vivien en cada família era de 2,87.
Per edats la població es repartia de la següent manera: un 21,9% tenia menys de 18 anys, un 7,3% entre 18 i 24, un 23% entre 25 i 44, un 24,2% de 45 a 60 i un 23,6% 65 anys o més.
L'edat mediana era de 43 anys. Per cada 100 dones de 18 o més anys hi havia 69,3 homes.
La renda mediana per habitatge era de 19.868 $ i la renda mediana per família de 28.333 $. Els homes tenien una renda mediana de 26.313 $ mentre que les dones 16.842 $. La renda per capita de la població era de 14.274 $. Entorn del 18,4% de les famílies i el 25,7% de la població estaven per davall del llindar de pobresa.

## Poblacions més properes
El següent diagrama mostra les poblacions més properes.